# We Ride
"We Ride" é uma canção da cantora barbadense Rihanna, gravada para o seu segundo álbum de estúdio A Girl like Me. Foi escrita por Makeba Riddick, Mikkel Eriksen e Tor Erik Hermansen, sendo que os dois últimos constituem a equipa norueguesa Stargate que esteve a cargo da produção. A sua gravação decorreu em 2006 nos estúdios Battery em Nova Iorque, The Loft Recording Studios, em Bronxville, Blue Wave Studio, em Saint Philip, nos Barbados e Hinge Studios em Chicago, no Illinois. O tema foi enviado para as áreas radiofónicas mainstream e rhythmic através da Def Jam Recordings a  2006, servindo como terceiro single do projecto. A 23 de Outubro do mesmo ano, foi comercializado em CD single no Reino Unido, e quatro dias depois, disponibilizado digitalmente em formato extended play (EP) na iTunes Store de vários países.
Deriva de origens estilísticas de hip-hop soul e R&B, que infunde som electrónico com uma mistura de sintetizadores. A sua sonoridade é composta através dos vocais, juntando ainda acordes de guitarra e notas de piano. Liricamente, o tema mostra o ponto de vista de uma mulher que lida com as promessas de um homem que pensa namorar para sempre, mas no fim, todas as juras são quebradas e conclui que nada dura para toda a eternidade. A recepção por parte da crítica sobre a música foi positiva, complementando a sua sonoridade calma e relaxante, bem como a sua conclusão lírica despreocupada. Após o lançamento, a obra registou um desempenho comercial moderado, conseguindo listar-se entre os vinte singles mais vendidos das tabelas musicais da Austrália, Bélgica, Finlândia, Irlanda e Nova Zelândia. Nos Estados Unidos, não conseguiu entrar na Billboard Hot 100, ficando-se pela sétima posição da Bubbling Under Hot 100, uma extensão da tabela principal. Contudo, conseguiu chegar à liderança da Dance/Club Play Songs no ano seguinte ao seu lançamento.
O vídeo musical foi filmado em Miami e Florida Keys em Agosto de 2006, dirigido por Anthony Mandler, e lançado a 18 de Setembro do mesmo ano através da loja digital da Apple. O tema retratado é simplista com destaque para a coreografia com movimentos de dança técnica. Rihanna é mostrada em vários locais durante o decorrer do teledisco, como percorrendo uma autoestrada num carro, socializando com amigas num café e passando por uma discoteca. A faixa foi interpretada ao vivo por diversas vezes durante o seu período de divulgação, sendo utilizada como parte do alinhamento da digressão norte-americana Rihanna: Live in Concert Tour, que passou por cidades como Los Angeles, Boston, Honolulu e St. Louis.

## Antecedentes e divulgação
Em entrevista a Corey Moss do canal de televisão MTV, Rihanna explicou a razão da sua escolha ter recaído sobre "We Ride" como single de A Girl like Me. A cantora afirmou que preferiu consultar a loja iTunes do que perguntar à sua editora ou ao seu grupo de gerência, e descobriu que o tema era a terceira música mais descarregada a seguir aos focos de divulgação antecessores, "SOS" e "Unfaithful":
| “ | De todas as minhas canções disponíveis no iTunes, era a terceira mais descarregada, atrás de 'SOS' e 'Unfaithful'... Tenho tido uma resposta positiva, por isso vou dar aos fãs o que eles querem. | ” |

O registo foi enviado para as áreas radiofónicas mainstream e rhythmic através da Def Jam Recordings nos Estados Unidos a 21 de Agosto de 2006, servindo como terceiro single do disco. A 23 de Outubro do mesmo ano, foi comercializado em CD no Reino Unido, e quatro dias depois, disponibilizado digitalmente em formato extended play (EP) na iTunes Store de vários países. Na Europa, foi comercializado com a edição de rádio, incluindo mais duas remisturas e ainda o teledisco oficial. Recebeu várias interpretações ao vivo como parte do alinhamento da digressão Rihanna: Live in Concert Tour, que passou por cidades como Los Angeles, Boston, Honolulu e St. Louis.

## Estilo musical e letra
"We Ride" é uma canção de movimento balada, de tempo moderado dance groove e que incorpora elementos de estilo hip-hop soul e R&B, produzida dupla norueguesa Stargate. A sua gravação decorreu em 2006 nos estúdios Battery em Nova Iorque, The Loft Recording Studios, em Bronxville, Blue Wave Studio, em Saint Philip, nos Barbados e Hinge Studios em Chicago, no Illinois. A sua composição foi construída com acordes de guitarra e piano ao longo do seu instrumental, providenciados pela equipa de produção, e vocais de apoio pela própria Rihanna. Al Hemberger e James Auwarter também foram creditados como responsáveis pela captação da voz da cantora em estúdio. Jazzily Bass do sítio Contactmusic considerou que a faixa incorpora "uma sonoridade adolescente" e uma melodia que deixa os ouvintes comprometidos.
A letra foi escrita por Makeba Riddick, Mikkel Eriksen e Tor Erik Hermansen. De acordo com a partitura publicada pela Sony/ATV Music Publishing, a música é definida no tempo de assinatura moderado de oitenta batidas por minuto. Composta na chave de mi bemol maior com o alcance vocal que vai desde da nota baixa de lá bemol de três oitavas, para a nota de alta de dó de cinco. Liricamente, o tema mostra o ponto de vista de uma mulher que lida com as promessas de um homem que pensa namorar para sempre, mas no fim, todas as juras são quebradas e conclui que nada dura para toda a eternidade. Numa entrevista com Corey Moss do canal televisivo MTV, a cantora falou sobre o significado da letra da obra, afirmando o seguinte:
| “ | 'We Ride' é sobre um rapaz que diz de forma repetida, 'Quando nós andamos, nós andamos, vamos estar juntos até ao dia em que morrermos" - prometendo todas estas coisas... de seguida, acontece que ele quebrou todas as suas promessas, o que é triste - mas é verão e eu não me importo se ele quiser fazer isso e ser feio e infiel, então posso fazer as coisas à minha maneira, sair com as minhas amigas e divertir-me. Isso é tudo sobre o que são os verões... cada verão lembra uma certa relação e há sempre uma canção para ligar à mesma. Por isso, "We Ride" é apenas uma dessas canções. | ” |

## Recepção pela crítica
Após o seu lançamento, a faixa recebeu críticas positivas por parte da média especializada. Spence D. do portal IGN notou que "We Ride" é para alguém que pode ouvir durante a condução, afirmando que é uma música "omnipresente que reformula a frase cliché do novo milénio: 'nós andamos até ao dia em que morrermos'". David Jeffries da Allmusic elogiou o single, considerando que era "um fluxo fácil para um final de semana cruzado". Bill Lamb do sítio About.com considerou que a música apela maioritariamente às audiências urbanas devido à sua composição hip-hop, contudo, Sal Cinquemani da revista Slant foi mais crítica em relação ao trabalho, realçando que é "um estrondo de discoteca influenciado por hip-hop", que parece demasiado maturo para uma cantora com "talentos vocais menores". Dan Charnas do jornal The Washington Post, em análise ao disco A Girl like Me, considerou que a melodia era um dos destaques do álbum e adjectivou-a de "levemente maluca".

## Vídeo musical

### Antecedentes e lançamento
O vídeo musical foi filmado em Miami e no arquipélago Florida Keys durante o mês de Agosto de 2006.  A direcção esteve a cargo do norte-americano Anthony Mandler, que já tinha trabalhado com Rihanna em "Unfaithful". Numa entrevista com a MTV, a cantora explicou o conceito e a inspiração por detrás da concepção do teledisco, afirmando o seguinte:
| “ | Nós queríamos apenas conectar com os meus colegas, para que saibam que eu ainda sou uma adolescente, ainda tenho amigos - mas [também] para fazer algo provocativo. O '[SOS]' e 'Unfaithful' [conceitos] estavam a fazer esquecer essa parte de mim, portanto, tentámos repescar um pouco disso. Estou a divertir-me com algumas das minhas meninas. | ” |

A artista também discutiu as cenas com coreografia, afirmando que era como "uma dança técnica" e um "desafio" que "actualmente leva anos a aprender, mas tudo foi possível em apenas alguns dias". "Tem uma paisagem linda", terminou a jovem. O vídeo foi lançado oficialmente através da iTunes Store a 18 de Setembro de 2006 na Irlanda, em Portugal e dois dias mais tarde nos Estados Unidos.

### Sinopse

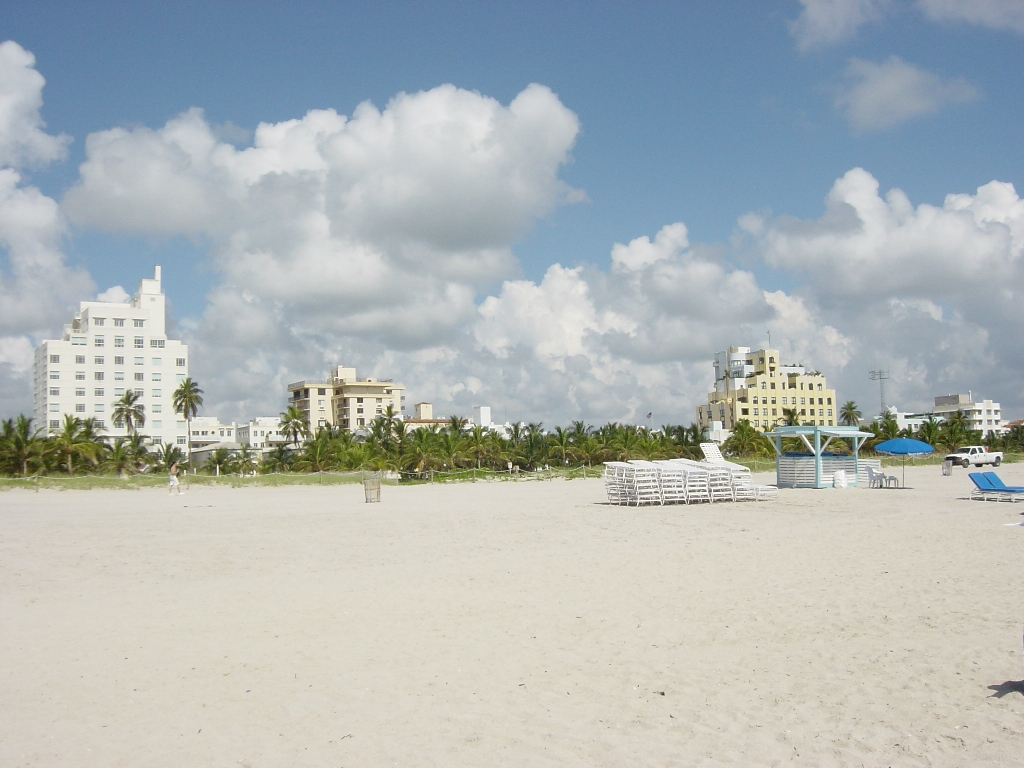
Durante o teledisco, a cantora está sentada na areia e à beira da água de uma das praias de Miami.

O vídeo, com uma duração superior a três minutos, começa com Rihanna a caminhar em direcção a um carro, mas acaba por fazer uma paragem quando ouve o seu telemóvel começar a tocar. Durante a chamada, a cantora conversa por momentos e depois o ecrã fica a preto, dando posteriormente início à música enquanto é mostrada a paisagem a partir de uma ponte de Florida Keys. Durante o primeiro verso, são mostradas cenas diferentes e intercaladas, incluindo uma de enquadramento aproximado enquanto a jovem conduz ao volante ao longo da praia, e ainda, outra transição em que a mesma dança com um vestido preto sobre um fundo branco, enquanto canta sobre o facto do seu companheiro ter ido ao encontro de outra rapariga sem se importar com a protagonista. Durante o primeiro refrão, a cantora também aparece numa discoteca em clima romântico com um rapaz. Durante o segundo verso, o cenário muda para uma praia localizada em Miami, além da cena em que a artista aparece novamente a dançar, mas desta vez acompanhada de um bailarino e com um vestido rendado.
No refrão secundário, a cantora é introduzida numa reunião com as suas amigas, após chegar de carro ao destino, onde comem num restaurante e depois caminham ao longo da rua. Durante a ponte, são retratadas as dificuldades que surgem após um relacionamento fracassado, enquanto são intercaladas várias transições em que Rihanna está ao telefone, com as suas amigas, e canta o verso "Culpa-te apenas a ti porque estragaste tudo / Eu não vou esquecer como faz isso, meu bebé doce / Aqui é onde o jogo termina / Mas de alguma forma quero acreditar que eu e tu / Podemos descobrir isso", numa declaração que o relacionamento ainda tem salvação possível. No final, a cantora revela intimidade com o namorado, festejando e dançando numa discoteca. O teledisco termina com um novo enquadramento da jovem com um pano de fundo branco; quando termina a canção, ela vira a cabeça para o lado e olha em frente, enquanto a câmara se vai distanciado e criando um final panorâmico.

## Faixas e formatos
A versão digital de "We Ride", concebida em formato extended play (EP), contém duas faixas, sendo que a primeira é a original com três minutos e cinquenta e seis segundos e a segunda uma remistura de um trabalho anterior, "Unfaithful. Na Alemanha e no Reino Unido, foi ainda comercializado um CD single com a edição de rádio, duas remisturas do single e ainda o vídeo musical.
| EP digital     |                              |         |  |
| N.º            | Título                       | Duração |  |
| 1.             | "We Ride"                    | 3:56    |  |
| 2.             | "Unfaithful" (Nu Soul Remix) | 6:55    |  |
| Duração total: | Duração total:               | 10:01   |  |

| CD single      |                              |         |  |
| N.º            | Título                       | Duração |  |
| 1.             | "We Ride" (edição de rádio)  | 3:56    |  |
| 2.             | "We Ride" (Stargate Remix)   | 4:01    |  |
| 3.             | "We Ride" (Lenny B Club Mix) | 8:26    |  |
| 4.             | "We Ride" (vídeo musical)    | 4:20    |  |
| Duração total: | Duração total:               | 20:43   |  |

## Desempenho nas tabelas musicais
Na Europa, "We Ride" obteve um desempenho comercial moderado em maior parte dos países. Nos Países Baixos, estreou na 89.ª posição a 25 de Novembro de 2006 e na semana seguinte conseguiu obter a 60.ª como melhor. Contudo, foi na Finlândia onde conseguiu a sua melhor performance nas tabelas musicais, alcançando o quarto lugar no território. Além disso, conseguiu listar-se nos trinta singles mais vendidos de vários países do continente, como a Bélgica, Eslováquia, Irlanda, Itália, República Checa e Reino Unido. Na Austrália, a música debutou na 24.ª posição na ARIA Singles Chart a 19 de Novembro de 2006. Na edição seguinte, permaneceu no mesmo lugar e conseguiu atingir as oito semanas na tabela musical. Nos Estados Unidos, não conseguiu entrar na Billboard Hot 100, ficando-se pela sétima posição da Bubbling Under Hot 100, uma extensão da tabela principal. Contudo, conseguiu chegar à liderança da Dance/Club Play Songs no ano seguinte ao seu lançamento, ficando dezoito semanas na tabela musical norte-americana.

### Posições
| Tabela musical (2006-2008)                        | Melhor posição |
| ------------------------------------------------- | -------------- |
| Alemanha - Media Control AG                       | 45             |
| Austrália - ARIA Charts                           | 24             |
| Bélgica - Ultratop (Flandres)                     | 40             |
| Bélgica - Ultratop (Valónia)                      | 26             |
| Eslováquia - IFPI                                 | 22             |
| Estados Unidos - Billboard Bubbling Under Hot 100 | 7              |
| Estados Unidos - Billboard Dance/Club Play Songs  | 1              |
| Estados Unidos - Billboard Pop Songs              | 34             |
| Finlândia - Suomen virallinen lista               | 4              |
| Irlanda - IRMA                                    | 17             |
| Itália - FIMI                                     | 16             |
| Nova Zelândia - RIANZ                             | 8              |
| Países Baixos - Mega Single Top 100               | 60             |
| Chéquia - IFPI Česká Republika                    | 14             |
| Reino Unido - UK Singles Chart                    | 17             |
| Suíça - Schweizer Hitparade                       | 42             |

## Créditos
Todo o processo de elaboração da canção atribui os seguintes créditos pessoais:
- Rihanna – vocalista principal, vocais de apoio;
- Makeba Riddick - composição;
- Mikkel Eriksen - composição, produção, gravação, instrumentos;
- Tor Erik Hermansen - composição, produção, instrumentos;
- Al Hemberger - gravação;
- James Auwarter - gravação.

## Histórico de lançamento
"We Ride" começou a ser reproduzida nas rádios norte-americanas a 21 de Agosto de 2006 nas áreas mainstream e rhythmic. No Reino Unido, foi comercializado em CD single a 26 de Outubro e quatro dias depois, foi disponibilizada em formato digital na iTunes Store a 30 de Outubro através de um extended play (EP) com duas faixas. Por fim, na Alemanha, o single também foi editado fisicamente à semelhança do processo do Reino Unido. 
| País           | Data                   | Formato                      | Editora(s) discográfica(s) |
| -------------- | ---------------------- | ---------------------------- | -------------------------- |
| Estados Unidos | 21 de Agosto de 2006   | Rádios mainstream e rhythmic | Def Jam                    |
| Reino Unido    | 23 de Outubro de 2006  | CD single                    | Mercury                    |
| Austrália      | 30 de Outubro de 2006  | EP digital                   | Def Jam                    |
| França         | 30 de Outubro de 2006  | EP digital                   | Def Jam                    |
| Países Baixos  | 30 de Outubro de 2006  | EP digital                   | Def Jam                    |
| Portugal       | 30 de Outubro de 2006  | EP digital                   | Def Jam                    |
| Reino Unido    | 11 de Novembro de 2006 | CD single                    | Def Jam                    |